# Summatives Assessment
Summatives Assessment (auch summative Prüfung) ist eine Methode zur Leistungsmessung und Bewertung von Schülern, Studenten oder Auszubildenden am Ende eines bestimmten Lernabschnitts oder eines Kurses. Es ist somit eine spezielle Form der summativen Evaluation im Bereich Lehren und Lernen. Im Gegensatz zum formativen Assessment liegt der Fokus hier auf der Überprüfung des erworbenen Wissens und der Fähigkeiten, um eine abschließende Bewertung oder Zertifizierung zu ermöglichen. Der Unterschied zwischen den beiden Formen von Assessment wird manchmal umschrieben als der Unterschied zwischen Bewerten des Lernens (summativ) und Bewerten für das Lernen (formativ).

## Zweck und Ziele
Das Hauptziel des Summativen Assessments besteht darin, die Leistungen der Lernenden am Ende eines Lernabschnitts, eines Semesters oder eines Studiengangs zu bewerten und zu dokumentieren. Dabei werden ihre erworbenen Kenntnisse, Fähigkeiten und Kompetenzen gemessen. Summative Assessments können auch zur Entscheidungsfindung bei der Vergabe von Abschlüssen, Zertifikaten oder zur Erfüllung von Bildungsanforderungen verwendet werden.

## Methoden
Es gibt verschiedene Methoden des Summativen Assessments, welche im allgemeinen Prüfungscharakter haben. Dazu gehören:
- Schriftliche Prüfungen: Sie können Multiple-Choice-Tests, Kurzantworten, Essays oder offene Fragen enthalten.
- Mündliche Prüfungen: Sie können Einzel- oder Gruppeninterviews, Präsentationen oder Diskussionen beinhalten.
- Praktische Prüfungen: Sie können Laborexperimente, praktische Aufgaben oder Simulationen umfassen.
- Projekte und Abschlussarbeiten: Sie können individuelle oder Gruppenprojekte, Hausaufgaben oder Abschlussarbeiten wie Bachelor- oder Masterarbeiten beinhalten.

## Kritik
Das Summative Assessment ist nicht frei von Kritik. Einige der häufigsten Kritikpunkte sind:
- Fokussierung auf Noten: Die Betonung von Noten kann den Lernprozess beeinträchtigen, indem sie die Aufmerksamkeit der Lernenden von der tatsächlichen Wissensaneignung auf das Bestehen von Prüfungen lenkt.[2]
- Standardisierung: Summative Assessments berücksichtigen oft nicht individuelle Lernstile und -bedürfnisse, was zu einer Benachteiligung von bestimmten Lernenden führen kann, die Schwierigkeiten mit bestimmten Prüfungsformaten haben.
- Stress: Die abschließende Natur des Summativen Assessments kann bei den Lernenden erheblichen Stress und Leistungsdruck verursachen.
- Fehlender Fokus auf Kompetenzen: besonders an Hochschulen würde im Gegensatz zur kompetenzbasierten Hochschullehre häufig nur auf die Reproduktion von Wissen fokussiert.

## Herkunft und Verwendung des Begriffes
Der Begriff wurde vom Mathematiker und Philosophen Michael Scriven geprägt, um in Abgrenzung zu formativen Assessments die unterschiedlichen Ziele von Assessments herauszuarbeiten. Der Begriff Summatives Assessment wird vor allem im Bildungsbereich zum Zweck eben dieser Abgrenzung verwendet. 